# The Robocop Kraus
I Robocop Kraus sono un gruppo indie rock tedesco formato nel 1998 a Norimberga da Thomas Lang, Matthias Wendl, Johannes Uschalt e Roman Maul.
La band, fortemente influenzata dal post-punk di Gang of Four e Echo & the Bunnymen e da Bloc Party e Art Brut, esordì con un EP split con i Cherryville sull'etichetta di Land e Uschalt Swing Deluxe. Nel 1999, per la registrazione del primo album Inferno Nihilistique 2000 Maul e Uschault furono sostituiti da Tobias Helmlinger e Markus Steckert. Da allora i Robocop Kraus hanno pubblicato altri quattro album di studio, di cui uno su Epitaph Records.

## Formazione

### Formazione attuale
- Thomas Lang - chitarra, voce
- Matthias Wendl - chitarra
- Robin Van Velzen – basso
- Markus Steckert – organo, tastiere
- Hans Christian Fuss - batteria

### Ex componenti
- Johannes Uschalt
- Roman Maul
- Tobias Helmlinger
- Peter Tiedeken

## Discografia

### Album studio
- 1999 - Inferno Nihilistique 2000
- 2001 - Tiger
- 2003 - Living with Other People
- 2005 - They Think They Are the Robocop Kraus
- 2007 - Blunders and Mistakes

### Raccolte
- 2002 - As Long as We Dance We Are Not Dead

### EP
- 2003 - Fake Boys
- 2003 - Fashion
- 2005 - Who Do They Think They Are
- 2009 - Metabolismus Maximus

### Apparizioni in compilation
- 2000 - Achtung Autobahn